# صادق أباد (بهمن)
صادق أباد (بالفارسية: صادق‌آباد) هي قرية تقع في إيران في البلدة المركزية.